# Sellero
Sellero (lombardul: Sèler) település Olaszországban, Lombardia régióban, Brescia megyében. Lakosainak száma 1388 fő (2023. január 1.). Sellero Berzo Demo, Capo di Ponte, Cedegolo és Paisco Loveno községekkel határos.

## Népesség
A település lakossága az elmúlt években az alábbi módon változott:
| Lakosok száma | 1456 | 1441 | 1388 |
|               | 2017 | 2018 | 2023 |